# (6548) 1988 BO4
(6548) 1988 BO4 es un asteroide perteneciente al cinturón de asteroides, región del sistema solar que se encuentra entre las órbitas de Marte y Júpiter descubierto el 22 de enero de 1988 por Henri Debehogne desde el Observatorio de La Silla, Chile.

## Designación y nombre
Designado provisionalmente como 1988 BO4. 

## Características orbitales
1988 BO4 está situado a una distancia media del Sol de 3,015 ua, pudiendo alejarse hasta 3,221 ua y acercarse hasta 2,809 ua. Su excentricidad es 0,068 y la inclinación orbital 9,315 grados. Emplea 1912,34 días en completar una órbita alrededor del Sol.
Los próximos acercamientos a la órbita de Júpiter ocurrirán el 23 de marzo de 2060, el 5 de marzo de 2107 y el 9 de febrero de 2154.
Pertenece a la familia de asteroides de (221) Eos.

## Características físicas
La magnitud absoluta de 1988 BO4 es 12,61. Tiene 11,187 km de diámetro y su albedo se estima en 0,149. 